# Marta Gastini
Marta Gastini, née le 2 octobre 1989 à Alexandrie est une actrice italienne, connue pour avoir joué le rôle de Giulia Farnese dans la série Borgia.
Sa mère est l'architecte Rossana Balduzzi Gastini. Elle est descendante de l'acteur et poète Carlo Gastini.

## Filmographie

### Cinéma
- 2009 : Io & Marilyn
- 2011 : Le Rite : Rosaria
- 2012 : Dracula de Dario Argento : Mina
- 2016 : Autumn Lights : Marie
- 2016 : Questi giorni de Giuseppe Piccioni
- 2016 : Compulsion : Francesca

### Télévision
- 2009 : Il bene e il male
- 2009 : L'uomo che cavalcava nel buio
- 2011-2014 : Borgia : Giulia Farnèse